# Emil Melcher
Emil Melcher (* 29. Oktober 1895 in Karlsruhe; † 12. Oktober 1977 in Bochum) war ein deutscher Fußballspieler und Trainer.

## Karriere

### Spieler
Emil Melcher spielte als Stürmer für den Karlsruher FV, den 1. FC Pforzheim und Alemannia Aachen.

### Trainer
In den 1930er und 1940er Jahren arbeitete Melcher als Verbandstrainer, zeitweise war er dabei für den DFB tätig und assistierte hierbei Sepp Herberger bei der deutschen Nationalmannschaft.
In der Saison 1946/47 trainierte er in der Oberliga Süd die Frankfurter Eintracht, deren Tor sein Schützling aus Duisburger Zeiten, Toni Turek, der „Fußballgott“ und Weltmeister von 1954, hütete. Die Mannschaft errang den dritten Tabellenplatz. Danach beim ASV Durlach aktiv, kehrte er 1949 als Trainer der Stuttgarter Kickers wieder in die Oberliga Süd zurück.
Nachdem er mit der Mannschaft in akute Abstiegsgefahr geraten war, löste er im Februar 1950 seinen Vertrag auf und der Spieler Edmund Conen übernahm als Spielertrainer bis Saisonende. Letztlich stiegen die Kickers erstmals in ihrer Vereinsgeschichte in die Zweitklassigkeit ab.
Melcher übernahm 1953, drei Monate vor Ende der Runde 1952/53 der 2. Oberliga West, den VfL Bochum, mit dem der Aufstieg in die Oberliga West gelang. Die Mannschaft von der Castroper Straße stieg in der Runde 1954/55 als Tabellenletzter wieder ab. Mit dem VfL Bochum gelang Melcher der direkte Wiederaufstieg. Anschließend erhielt er ein Angebot, sich langfristig als Verbandstrainer an den Deutsch-Amerikanischen Fußball-Bund zu binden, welches er jedoch mit dem Ziel, einen Trainerposten in Deutschland auf Verbandsebene zu ergattern, ablehnte. Zur Runde 1956/57 übernahm er den Oberligaabsteiger Bayer 04 Leverkusen, Auswahltrainer wurde letztlich 1957 Johann Herberger, ein Neffe Sepp Herbergers.

## Tod
Melcher hatte am Mittwoch, dem 12. Oktober 1977 das Bundesligaspiel des VfL Bochum gegen den 1. FC Kaiserslautern besucht. Laut Meldung des Kicker „ereilte ihn nach Verlassen des Ruhr-Stadions vor der nur wenige Meter entfernten neuen Ruhrsporthalle der Tod.“ Melcher wurde 81 Jahre alt.